# Кубок Англії з футболу 1904—1905
Кубок Англії з футболу 1904—1905 — 34-й розіграш найстарішого футбольного турніру у світі, Кубка виклику Футбольної Асоціації, також відомого як Кубок Англії. Вчетверте титул здобула Астон Вілла.

## Попередній раунд
| Дата                  | Господарі                | Рахунок | Гості             |
| --------------------- | ------------------------ | ------- | ----------------- |
| 14 січня              | Бристоль Сіті            | 2:1     | Блекпул           |
| 14 січня              | Бернлі                   | 1:1     | Лінкольн Сіті     |
| 18 січня Перегравання | Лінкольн Сіті            | 3:2     | Бернлі            |
| 14 січня              | Грімсбі Таун             | 2:0     | Гейнсборо Триніті |
| 14 січня              | Вест-Бромвіч Альбіон     | 2:5     | Лестер Фосс       |
| 14 січня              | Брентфорд                | 1:1     | Редінг            |
| 18 січня Перегравання | Редінг                   | 2:0     | Брентфорд         |
| 14 січня              | Портсмут                 | 0:0     | Честерфілд        |
| 18 січня Перегравання | Честерфілд               | 2:0     | Портсмут          |
| 14 січня              | Брайтон енд Гоув Альбіон | 1:2     | Бристоль Роверз   |
| 14 січня              | Манчестер Юнайтед        | 2:2     | Фулгем            |
| 18 січня Перегравання | Фулгем                   | 0:0     | Манчестер Юнайтед |
| 23 січня Перегравання | Манчестер Юнайтед        | 0:1     | Фулгем            |
| 14 січня              | Плімут Аргайл            | 2:0     | Барнслі           |
| 14 січня              | Бредфорд Сіті            | 1:4     | Міллволл          |

## Перший раунд
До першого раунду увійшли переможці попереднього раунду.
| Дата                   | Господарі               | Рахунок | Гості                   |
| ---------------------- | ----------------------- | ------- | ----------------------- |
| 4 лютого               | Бері                    | 1:0     | Ноттс Каунті            |
| 4 лютого               | Ліверпуль               | 1:1     | Евертон                 |
| 8 лютого Перегравання  | Евертон                 | 2:1     | Ліверпуль               |
| 4 лютого               | Саутгемптон             | 3:1     | Міллволл                |
| 4 лютого               | Сток                    | 2:0     | Грімсбі Таун            |
| 4 лютого               | Ноттінгем Форест        | 2:0     | Шеффілд Юнайтед         |
| 4 лютого               | Блекберн Роверз         | 1:2     | Венсдей                 |
| 4 лютого               | Астон Вілла             | 5:1     | Лестер Фосс             |
| 4 лютого               | Болтон Вондерерз        | 1:1     | Бристоль Роверз         |
| 8 лютого Перегравання  | Бристоль Роверз         | 0:3     | Болтон Вондерерз        |
| 4 лютого               | Мідлсбро                | 1:1     | Тоттенгем Готспур       |
| 9 лютого Перегравання  | Тоттенгем Готспур       | 1:0     | Мідлсбро                |
| 4 лютого               | Сандерленд              | 1:1     | Вулвергемптон Вондерерз |
| 8 лютого Перегравання  | Вулвергемптон Вондерерз | 1:0     | Сандерленд              |
| 4 лютого               | Дербі Каунті            | 0:2     | Престон Норт-Енд        |
| 4 лютого               | Лінкольн Сіті           | 1:2     | Манчестер Сіті          |
| 4 лютого               | Смол Хіт                | 0:2     | Портсмут                |
| 4 лютого               | Вулвіч Арсенал          | 0:0     | Бристоль Сіті           |
| 8 лютого Перегравання  | Бристоль Сіті           | 1:0     | Вулвіч Арсенал          |
| 4 лютого               | Ньюкасл Юнайтед         | 1:1     | Плімут Аргайл           |
| 8 лютого Перегравання  | Плімут Аргайл           | 1:1     | Ньюкасл Юнайтед         |
| 13 лютого Перегравання | Ньюкасл Юнайтед         | 2:0     | Плімут Аргайл           |
| 4 лютого               | Фулгем                  | 0:0     | Редінг                  |
| 8 лютого Перегравання  | Редінг                  | 0:0     | Фулгем                  |
| 13 лютого Перегравання | Фулгем                  | 1:0     | Редінг                  |

## Другий раунд
До другого раунду увійшли переможці першого раунду.
| Дата                   | Господарі               | Рахунок | Гості             |
| ---------------------- | ----------------------- | ------- | ----------------- |
| 18 лютого              | Бристоль Сіті           | 0:0     | Престон Норт-Енд  |
| 23 лютого Перегравання | Престон Норт-Енд        | 1:0     | Бристоль Сіті     |
| 18 лютого              | Сток                    | 0:4     | Евертон           |
| 18 лютого              | Астон Вілла             | 3:2     | Бері              |
| 18 лютого              | Манчестер Сіті          | 1:2     | Болтон Вондерерз  |
| 18 лютого              | Вулвергемптон Вондерерз | 2:3     | Саутгемптон       |
| 18 лютого              | Венсдей                 | 2:1     | Портсмут          |
| 18 лютого              | Тоттенгем Готспур       | 1:1     | Ньюкасл Юнайтед   |
| 22 лютого Перегравання | Ньюкасл Юнайтед         | 4:0     | Тоттенгем Готспур |
| 18 лютого              | Фулгем                  | 1:0     | Ноттінгем Форест  |

## Третій раунд
До третього раунду увійшли переможці другого раунду. 
| Дата                   | Господарі        | Рахунок | Гості            |
| ---------------------- | ---------------- | ------- | ---------------- |
| 4 березня              | Престон Норт-Енд | 1:1     | Венсдей          |
| 9 березня Перегравання | Венсдей          | 3:0     | Престон Норт-Енд |
| 4 березня              | Астон Вілла      | 5:0     | Фулгем           |
| 4 березня              | Евертон          | 4:0     | Саутгемптон      |
| 4 березня              | Болтон Вондерерз | 0:2     | Ньюкасл Юнайтед  |

## Півфінали
У півфіналах зіграли команди, що перемогли на попередньому етапі.
| Дата                    | Господарі       | Рахунок | Гості   |
| ----------------------- | --------------- | ------- | ------- |
| 25 березня              | Ньюкасл Юнайтед | 1:0     | Венсдей |
| 25 березня              | Астон Вілла     | 1:1     | Евертон |
| 29 березня Перегравання | Астон Вілла     | 2:1     | Евертон |

## Фінал
| 15 квітня 1905 |

| Астон Вілла     | 2:0      | Ньюкасл Юнайтед |
| --------------- | -------- | --------------- |
| Гемптон 2', 76' | Протокол |                 |

| Крістал Пелес, Лондон Глядачів: 101 117 Арбітр: Пет Гарровер |